# Neuenhaus (Wittmund)
Neuenhaus ist ein Teil des Wittmunder Stadtteils Willen. Er hat zwischen 20 und 30 Einwohner.

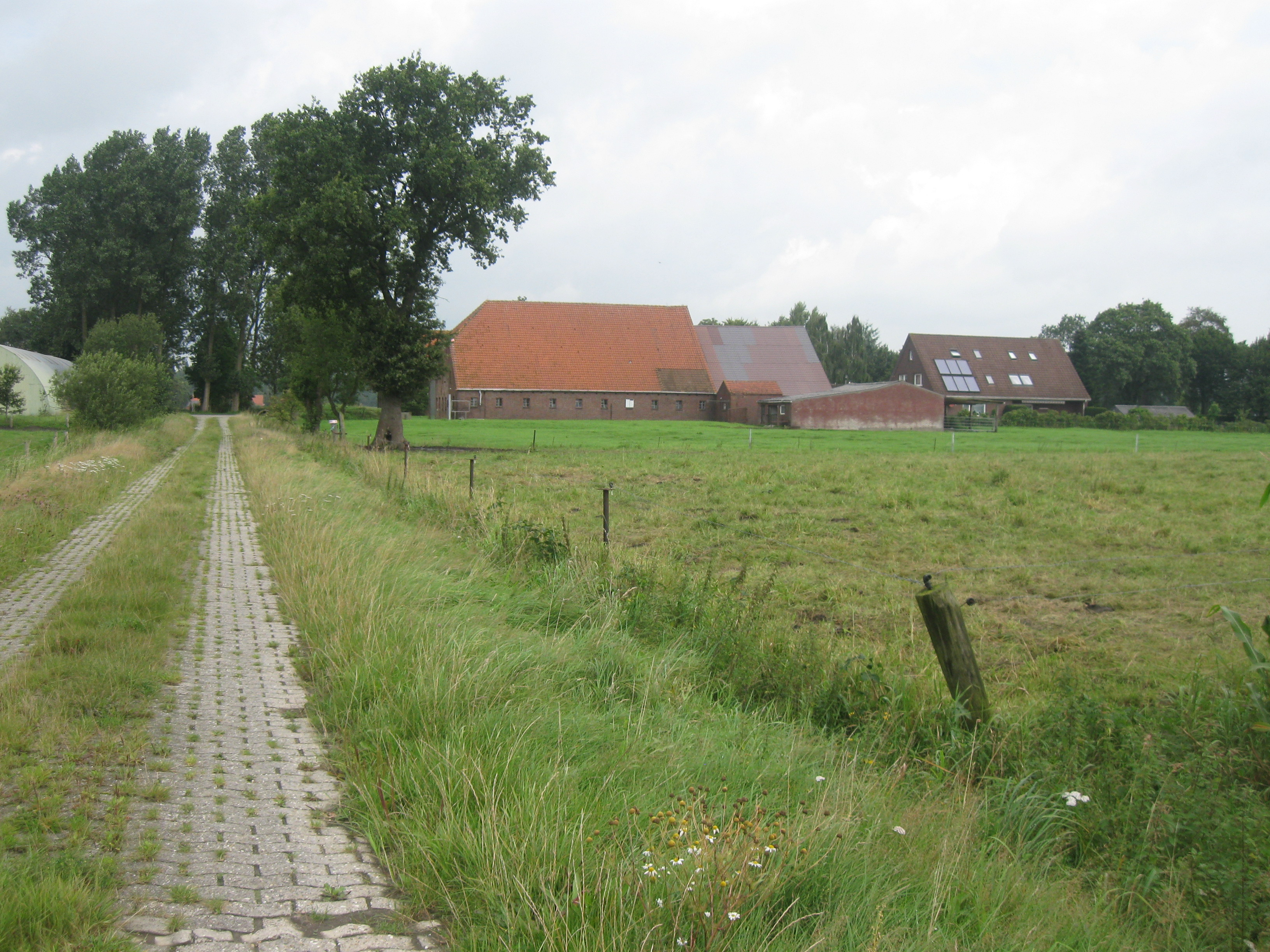
Neuenhaus von Süden ausgesehen

## Geschichte
Den Namen gab es bereits um 1700, als eine Familie Neuenhaus in der Nähe von Willen lebte. 1730 war Neuenhaus ein anerkanntes Kleindorf bei Willen. 1804 schloss es sich dem Stadtteil Willen an und 1842 der Landgemeinde Groß-Willen. 
Die Gemeinde Willen, zu der Neuenhaus gehörte, wurde am 16. August 1972 nach Wittmund eingemeindet.

## Lage
Neuenhaus liegt 500 m westlich von Willen, einen Kilometer östlich von Poggenkrug
und 2,5 km westlich von Wittmund.